# Mario Leitgeb
Mario Leitgeb (Graz, Austria, 30 de junio de 1988) es un futbolista austríaco que juega como centrocampista en el Wolfsberger AC de la Bundesliga austríaca.

## Trayectoria

### Inicios
Comenzó su carrera en la capital de Estiria, jugando en el SK Sturm Graz. Jugó en la academia del club hasta 2006, donde fue ascendido al equipo de reserva. Entre 2006 y 2008, jugó 25 partidos con el filial, marcando un gol. En 2008, fue fichado por el SC Austria Lustenau de la segunda división. Debutó en la segunda división el 11 de julio de 2008, en una derrota a domicilio por 2-0 ante el SV Grödig. En la segunda vuelta de la temporada regular se marcó un gol en propia puerta. Durante su estancia en Lustenau, sumó 89 partidos de liga y disputó 10 partidos más en la Copa de Austria. En el minuto 36 de su primera aparición en la Copa, un partido contra el FC Wels el 14 de agosto de 2008, marcó su primer gol con el club. Sin embargo, el Austria Lustenau perdió por 5-4 en la tanda de penaltis.

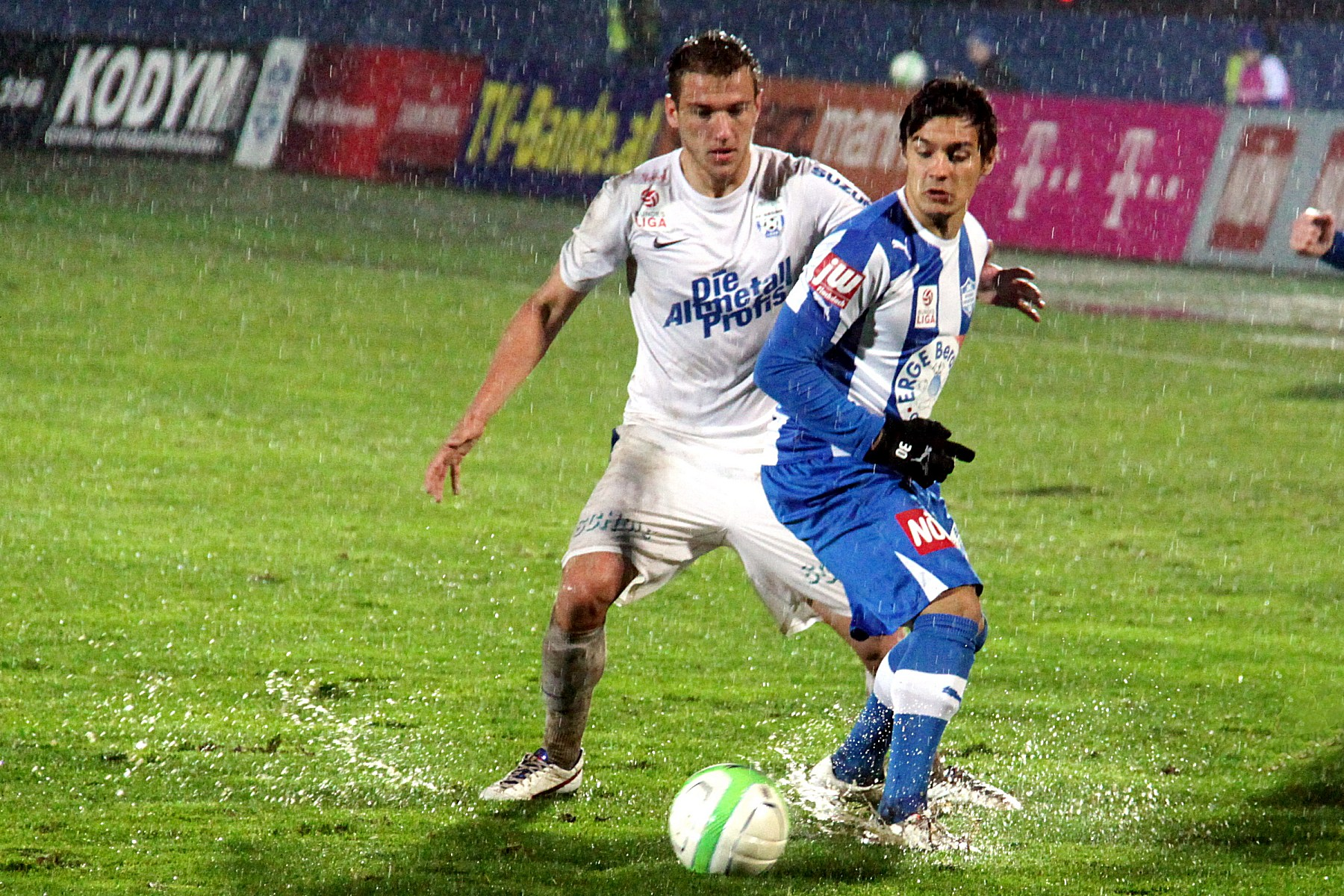
Leitgeb (camiseta blanca) durante un partido contra el SC Wiener Neustadt (2013)

En la ventana de transferencias de enero de la temporada 2011-12, fue fichado por el Grazer AK, pero se fue de mutuo acuerdo después de sólo seis meses después de que el club no lograra el ascenso a la Bundesliga austríaca. En su lugar, continuó su carrera en el SV Grödig, donde jugó 63 partidos de liga en dos temporadas. El 12 de junio de 2014, Leitgeb firmó un contrato de tres años con el FK Austria Viena por una cantidad no revelada.
Tras haber firmado inicialmente un precontrato con su antiguo club, el Sturm Graz, en enero de 2016, se incorporó al club suizo F. C. St. Gallen con un contrato de seis meses.

### Wolfsberger AC
En enero de 2017 regresó a Austria, firmando con el Wolfsberger AC de la Bundesliga por un año y medio. El 29 de marzo de 2019 firmó una prórroga de dos años con el club. El 19 de septiembre de 2019, debutó en Europa en un partido de la fase de grupos de la UEFA Europa League a domicilio contra el club alemán Borussia Mönchengladbach. En lo que se describió como un "milagro", marcó dos goles de cabeza ante la pasiva defensa del Mönchengladbach y, de este modo, se convirtió en una pieza fundamental en la goleada del Wolfsberger por 4-0.

## Estadísticas

### Clubes
Actualizado al último partido disputado el 3 de diciembre de 2023.
| Club                          | Div.          | Temporada     | Liga  | Liga  | Copas nacionales | Copas nacionales | Copas internacionales | Copas internacionales | Total | Total |
| Club                          | Div.          | Temporada     | Part. | Goles | Part.            | Goles            | Part.                 | Goles                 | Part. | Goles |
| ----------------------------- | ------------- | ------------- | ----- | ----- | ---------------- | ---------------- | --------------------- | --------------------- | ----- | ----- |
| SK Sturm Graz II · Austria    | 3.ª           | 2006-07       | 1     | 0     | ―                | ―                | ―                     | ―                     | 1     | 0     |
| SK Sturm Graz II · Austria    | 3.ª           | 2007-08       | 24    | 1     | ―                | ―                | ―                     | ―                     | 24    | 1     |
| SK Sturm Graz II · Austria    | Total club    | Total club    | 25    | 1     | 0                | 0                | 0                     | 0                     | 25    | 1     |
| SC Austria Lustenau · Austria | 2.ª           | 2008-09       | 26    | 5     | 1                | 1                | ―                     | ―                     | 27    | 6     |
| SC Austria Lustenau · Austria | 2.ª           | 2009-10       | 25    | 1     | 2                | 0                | ―                     | ―                     | 27    | 1     |
| SC Austria Lustenau · Austria | 2.ª           | 2010-11       | 27    | 1     | 6                | 0                | ―                     | ―                     | 33    | 1     |
| SC Austria Lustenau · Austria | 2.ª           | 2011-12       | 12    | 0     | 1                | 0                | ―                     | ―                     | 13    | 0     |
| SC Austria Lustenau · Austria | Total club    | Total club    | 90    | 7     | 10               | 1                | 0                     | 0                     | 100   | 8     |
| Grazer AK · Austria           | 3.ª           | 2011-12       | 8     | 4     | 0                | 0                | ―                     | ―                     | 8     | 4     |
| Grazer AK · Austria           | Total club    | Total club    | 8     | 4     | 0                | 0                | 0                     | 0                     | 8     | 4     |
| SV Grödig · Austria           | 2.ª           | 2012-13       | 32    | 3     | 2                | 0                | ―                     | ―                     | 34    | 3     |
| SV Grödig · Austria           | 1.ª           | 2013-14       | 28    | 4     | 1                | 0                | ―                     | ―                     | 29    | 4     |
| SV Grödig · Austria           | Total club    | Total club    | 60    | 7     | 3                | 0                | 0                     | 0                     | 63    | 7     |
| FK Austria Viena II · Austria | 3.ª           | 2014-15       | 1     | 0     | ―                | ―                | ―                     | ―                     | 1     | 0     |
| FK Austria Viena II · Austria | 3.ª           | 2015-16       | 1     | 0     | ―                | ―                | ―                     | ―                     | 1     | 0     |
| FK Austria Viena II · Austria | Total club    | Total club    | 2     | 0     | 0                | 0                | 0                     | 0                     | 2     | 0     |
| FK Austria Viena · Austria    | 1.ª           | 2014-15       | 25    | 0     | 5                | 2                | ―                     | ―                     | 30    | 2     |
| FK Austria Viena · Austria    | 1.ª           | 2015-16       | 1     | 0     | 2                | 0                | ―                     | ―                     | 3     | 0     |
| FK Austria Viena · Austria    | Total club    | Total club    | 26    | 0     | 7                | 2                | 0                     | 0                     | 33    | 2     |
| F. C. St. Gallen · Suiza      | 1.ª           | 2015-16       | 14    | 1     | 0                | 0                | ―                     | ―                     | 14    | 1     |
| F. C. St. Gallen · Suiza      | Total club    | Total club    | 14    | 1     | 0                | 0                | 0                     | 0                     | 14    | 1     |
| Wolfsberger AC · Austria      | 1.ª           | 2016-17       | 12    | 1     | 0                | 0                | ―                     | ―                     | 12    | 1     |
| Wolfsberger AC · Austria      | 1.ª           | 2017-18       | 18    | 0     | 2                | 0                | ―                     | ―                     | 20    | 0     |
| Wolfsberger AC · Austria      | 1.ª           | 2018-19       | 30    | 6     | 2                | 0                | ―                     | ―                     | 32    | 6     |
| Wolfsberger AC · Austria      | 1.ª           | 2019-20       | 30    | 3     | 1                | 1                | 5                     | 2                     | 36    | 6     |
| Wolfsberger AC · Austria      | 1.ª           | 2020-21       | 25    | 0     | 3                | 0                | 5                     | 0                     | 33    | 0     |
| Wolfsberger AC · Austria      | 1.ª           | 2021-22       | 27    | 1     | 4                | 0                | ―                     | ―                     | 31    | 1     |
| Wolfsberger AC · Austria      | 1.ª           | 2022-23       | 23    | 1     | 2                | 0                | 4                     | 0                     | 29    | 1     |
| Wolfsberger AC · Austria      | 1.ª           | 2023-24       | 14    | 0     | 3                | 0                | ―                     | ―                     | 17    | 0     |
| Wolfsberger AC · Austria      | Total club    | Total club    | 179   | 12    | 17               | 1                | 14                    | 2                     | 210   | 15    |
| Total carrera                 | Total carrera | Total carrera | 404   | 32    | 37               | 4                | 14                    | 2                     | 455   | 38    |